# دارسي أوبراين
دارسي أوبراين (بالإنجليزية: Darcy O'Brien)‏ (16 يوليو 1939، لوس أنجلوس في الولايات المتحدة - 2 مارس 1998، تلسا في الولايات المتحدة)؛ كاتب، أستاذ جامعي وروائي أمريكي.

## الجوائز
- زمالة غوغنهايم

## روابط خارجية
- دارسي أوبراين على موقع IMDb (الإنجليزية)